# .yu
.yu био је највиши Интернет домен државних кодова (ccTLD) за Југославију, a онда и за државну заједницу Србија и Црна Гора. Био је коришћен за СФРЈ, затим за СРЈ, потом за државну заједницу Србија и Црна Гора.
Домен је до 2008. био администриран од стране NIC YU. Од 2008. администрирао га је РНИДС (Регистар националног Интернет домена Србије) који је спровео процес гашења овог домена, с обзиром на то да су Црна Гора и Србија добиле своје засебне домене.
ICANN је, првобитно, као крајњи рок за престанак постојања овог НИДдк-а одредио 30. септембар 2009. године. На седници одржаној овог датума ICANN је, на захтев РНИДС-а, одобрио продужење постојања .yu домена до 30. марта 2010. када је дефинитивно угашен .yu домен.
Према информацијама из РНИДС-а, у функцији је до гашења остало активно око 4000 .yu домена.

## Домени другог нивоа
Коришћени су следећи .YU поддомени:
- - за комерцијалну употребу;
- - за удружења и непрофитне организације;
- - за образовне (школске и високошколске) установе;
- - за академску мрежу;
- - за државне органе.

У Републици Црној Гори претежно је коришћен поддомен .cg.yu, а администрирао га је Интернет Црне Горе.

## Наследници
Током 2007. године Црна Гора и Србија су добиле своје CcTLD:
- - за Србију
- - за Црну Гору